# Wadowice
Wadowice (tysk: Wadowitz) er en by i det sydlige Polen, i Malopolska voivodskab. Wadowice ligger ved floden Skawa, ved Kraków.

## Befolkning, areal og telefonkode
- befolkning: 19.149 (2007)
- areal: 12,98 km²
- telefonkode: (0-33)

## Transport
- veje til Kraków, Bielsko-Biała, Zakopane og Oświęcim
- jernbane

## Turisme

### Seværdigheder (by)
- Kirken (18. århundrede)
- Peters Kirken (20. århundrede)
- Paves Johannes Paul 2. hjemmet med museet
- Klosteret (19. århundrede)
- Bygninger i klassicistisk stil (19. århundrede)

## Venskabsbyer
- Marktl am Inn (Tyskland)
- Carpineto Romano (Italien)
- Pietrelcina (Italien)
- San Giovanni Rotondo (Italien)

## Byer ved Wadowice
- Andrychów
- Kalwaria Zebrzydowska
- Sułkowice
- Sucha Beskidzka
- Maków Podhalański
- Zator
- Oświęcim
- Kęty
- Alwernia
- Myślenice
- Skawina
- Kraków
- Żywiec

## Landsbyer ved Wadowice
- Tomice
- Spytkowice
- Radocza
- Woźniki
- Chocznia
- Inwałd
- Ponikiew
- Mucharz
- Stryszów
- Jaszczurowa
- Lanckorona